# Мартынов, Николай Николаевич
Николай Николаевич Мартынов (1845—1899) — генерал-майор, герой русско-турецкой войны 1877—1878 годов.

## Биография
Родился 4 мая 1845 года. Начальное образование получил в Петровском Полтавском кадетском корпусе, после чего был принят в Михайловское артиллерийское училище. Выпущен 26 июля 1863 года прапорщиком в полевую артиллерию.
11 июля 1867 года произведён в подпоручики и 7 августа того же года переведён в гвардейскую конную артиллерию с переименованием в прапорщики. В 1873 году Мартынов получил чины поручика (8 апреля) и штабс-капитана (13 августа).
27 марта 1877 года Мартынов был произведён в капитаны и вскоре в составе Гвардейского корпуса выступил на Дунай, числился в 5-й батарее лейб-гвардии конной артиллерии. Принимал участие в кампании 1877 года против турок на Балканах. Блестяще проявил себя в сражениях под Телишем (в октябре) и под Дольним Бугаровым (в декабре) За боевые отличия во время этой войны был награждён орденами св. Владимира 4-й степени с мечами и бантом, св. Анны 3-й степени с мечами и бантом и св. Станислава 2-й степени с мечами.
30 марта 1879 года Мартынов был удостоен ордена св. Георгия 4-й степени
В воздаяние за отличие, оказанное в деле против Турок под Телишем, 12 Октября 1877 года, где, командуя двумя орудиями, метким огнём остановил движение неприятельской колонны, шедшей на подкрепление в Телиш.
5 августа 1883 года Мартынов был назначен командиром 3-й батареи гвардейской Конно-артиллерийской бригады и 30 августа произведён в полковники. 6 мая 1895 года возглавил 1-й дивизион той же бригады. 26 мая 1897 года получил чин генерал-майора и должность командира 32-й артиллерийской бригады. На этой должности Мартынов находился самой своей смерти, последовавшей 12 января 1899 года (из списков исключён умершим 27 января).
Жена (с 10 июня 1883 года; Брюссель) — Екатерина Александровна Баранцова (22.08.1855—после 1917), фрейлина двора, дочь начальника Главного артиллерийского управления генерала А. А. Баранцова.

## Награды
Среди прочих наград Мартынов имел ордена:
- Орден Святого Владимира 4-й степени с мечами и бантом (1878 год)
- Орден Святой Анны 3-й степени с мечами и бантом (1878 год)
- Орден Святого Станислава 2-й степени с мечами (1878 год)
- Орден Святого Георгия 4-й степени (30 марта 1879 года)
- Орден Святой Анны 2-й степени (1882 год)
- Орден Святого Владимира 3-й степени (1886 год)